# White nose syndrome

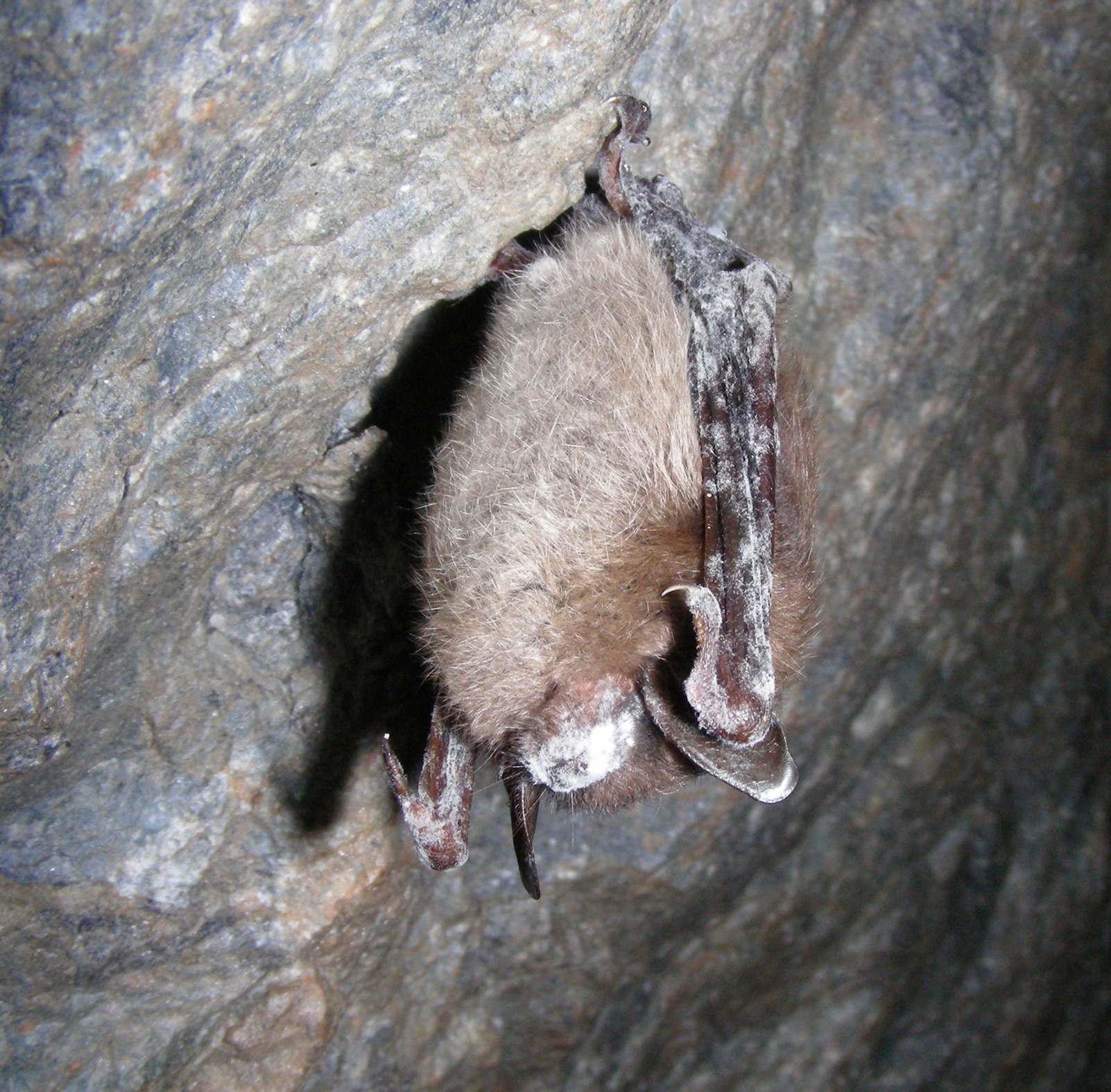
Myotis lucifugus uppvisar symtom för white nose syndrome

White nose syndrome (WNS) är en sjukdom som drabbar fladdermöss och som sedan 2006 har spridit sig i östra Nordamerika och orsakat en extremt stor minskning av vissa fladdermusarter.
Sjukdomen orsakas av svampen Pseudogymnoascus destructans som hos infekterade fladdermöss tillväxer på och i dermis och epidermis. Särskilt karaktäristiskt är tillväxt av svampen runt nosen och vingarna, vilket också givit upphov till sjukdomens namn (White nose syndrome, vilket översatt till svenska blir vitnossjuka, även om detta inte är ett vedertaget namn). Svampen påverkar fladdermössens övervintring, framförallt genom att djuren vaknar ur sin dvala under vintern och därmed bränner fettreserver som behövs för att klara vintern. Flera nordamerikanska fladdermusarter har minskat kraftigt i antal, inklusive en av de vanligaste arterna Myotis lucifugus. Arten har gått från att vara vanligt förekommande till att vara nästan utrotningshotad i drabbade regioner, bland annat i Virginia och Pennsylvania.
En nationell plan för WNS (White-nose syndrome national plan) har utvecklats av statliga, federala och icke statliga parter för att ta itu med spridningen av WNS. Planen uppstod 2011 och består av sju grupper som inom bland annat fokuserar på kommunikation, sjukdomshantering och bevarande. Planen går bland annat ut på att få samarbete mellan de drabbade staterna, samordna en plan för att utreda WNS, minska spridningen och hitta metoder att hantera den.

## Påverkan
Sedan 2006 har WNS orsakat mellan 5,7-6,7 miljoner dödsfall av fladdermöss i Nordamerika. WNS uppmärksammades första gången när det i en koloni av fladdermöss hittades stora mängder döda djur på marken efter övervintringen, och detta mönster går igen i senare spridningsmönster. Infektionen slår olika hårt mot olika nordamerikanska fladdermusarter. Värst drabbade är M. lucifugus, Myotis leibii och Perimyotis subflavus, medan andra arter antingen ej påträffats med svampen, eller verkar vara symptomfria trots detekterad smitta . Några av de arter som har drabbats av WNS är sedan tidigare utrotningshotade, såsom Myotis sodalis och Myotis grisescens och riskerar att försvinna helt 
En stor minskning av fladdermuspopulationen kan också ha en negativ inverkan på jordbruket. Insekter är en stor del av fladdermöss föda och när de minskar i antal minskar även predationstrycket på insekter. Detta kan resultera i att jordbruksgrödor tar skada samt att fler insektsburna sjukdomar kan spridas.

## Orsak

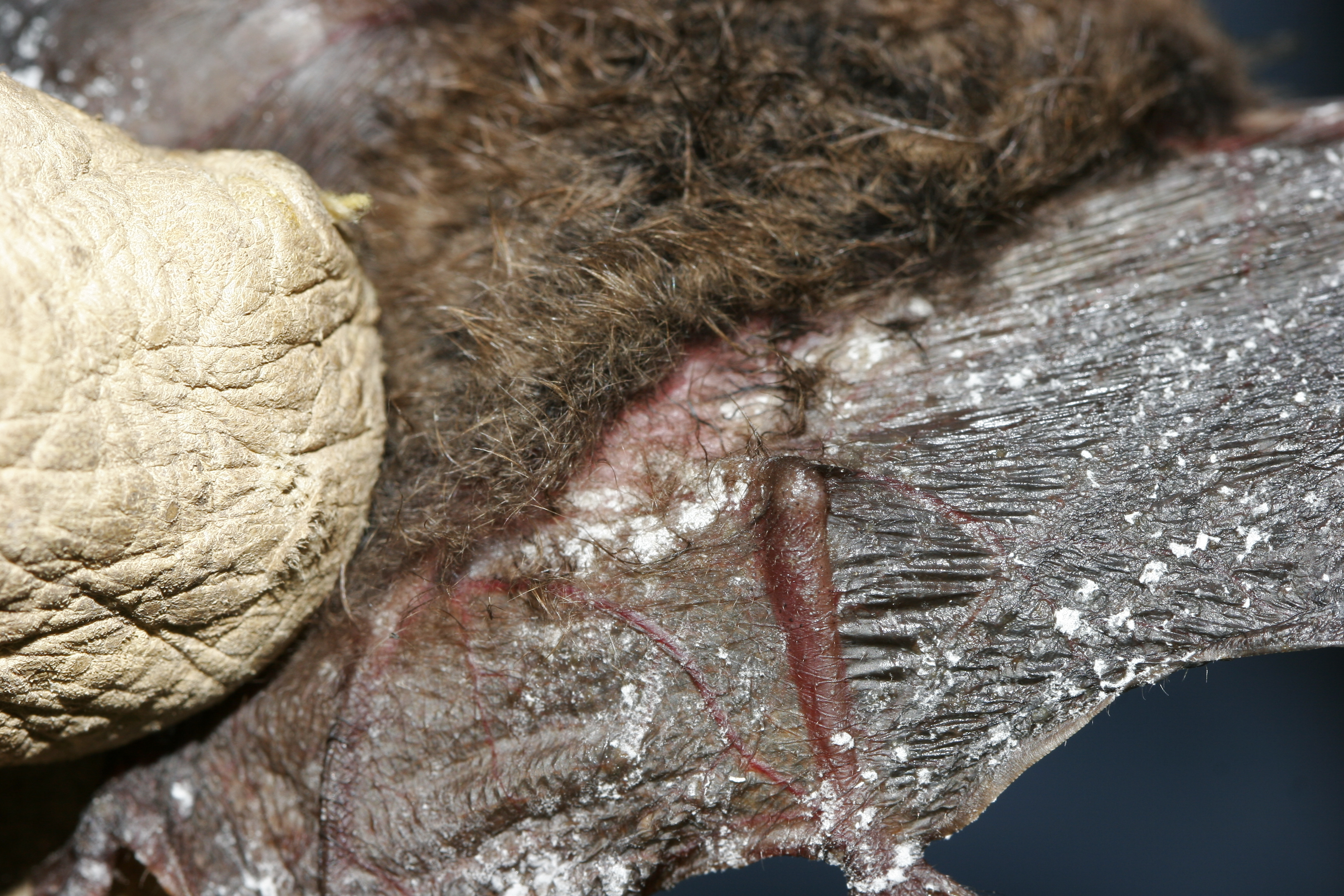
Svamptillväxt på vingar hos Myotis lucifugus

WNS orsakas av svampen P. destructans som tidigare var känd som Geomyces destructans. Men efter fylogenetiska tester visade det sig att svampen tillhörde genuset Pseudogymnoascus. Den ger upphov till vita konidier och hyfer som växer på nosen, öronen och vingarna, vilket också är orsaken till dess namn. 

### Symtom
Insektsätande fladdermöss övervintrar på nordliga breddgrader genom att försätta sig i dvala. De vaknar dock till med jämna mellanrum under vintern för att återställa balansen i kroppen genom att dricka och urinera, men uppvaknandet från dvalan kostar mycket energi. Det som händer när fladdermöss är infekterade med P. destructans är att de vaknar upp från dvalan oftare än vanligt. Det går därmed åt mer energi vilket resulterar i att de använder mer av sina fettreserver. När övervintringen är över har de som är infekterade med WNS inga fettreserver vilket medför svält.

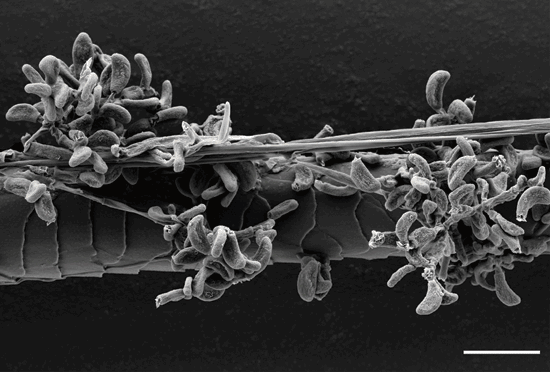
Fladdermushår som är koloniserat av Pseudogymnoascus destructans

WNS orsakar även stor skada på vingarna vilket kan leda till bristningar i vingmembranet. Det är viktigt att ha hela och friska vingar för att upprätthålla homeostas under dvalan, bland annat vattenbalansen, då fladdermöss är mer känsliga mot uttorkning. 
Under dvalan är även många system nedsatta för att spara energi, inklusive immunförsvaret. På grund av nedsatt immunförsvar samt att andra fysiologiska processer är nedsatta, är fladdermössen mer känsliga mot patogener och i detta fall mot P. destructans. Klimatet i en grotta utgör ett idealt förhållande för tillväxt av P. destructans vilket tillsammans med fladdermössens nedsatta immunförsvar underlättar för svampinfektionen. 

#### Patogenen
P. destructans är en psykrofilsvamp, det vill säga att den föredrar kalla förhållanden och kan ej tillväxa över 19,8°C. Optimal temperatur är 12,5-15,8°C. Produktion av konidier sker endast under 12°C, vilket är en anpassning för tillväxt i kallare och fuktigare mikroklimat vilket är typiskt för grottar och gruvor.

## Spridning
Det var först osäkert om P. destructans verkligen orsakade WNS. Forskade odlade därför fram svampen från sjuka och döda individer för att sedan infektera friska individer med patogenen, för att tillse om Kochs postulat infriades. Infekterade individer uppvisade WNS och därmed bekräftades det att P. destructans orsakade WNS. Det har visat sig att WNS sprids genom direkt kontakt mellan sjuka och friska individer. Även människor kan sprida smittan indirekt mellan grottsystem, exempelvis om samma utrustning och kläder används av personer som besöker olika grottor.

### Upptäckt och spridningsförlopp
WNS upptäcktes först i en grotta nära Albany, New York, och har under fyra år spridit sig över 1200 km inåt i landet, bland annat till New Jersey, Pennsylvania, Virginia och även över gränsen till Kanada.
När fladdermössen övervintrar tillsammans bildar de större grupper som hänger ihop d.v.s. de aggregerar, vilket underlättar spridningen av WNS, både mellan individer men också mellan olika arter. Den stora spridningen av WNS och den höga dödsrisken är ett hot mot fladdermusdiversiteten i Nordamerika.

### Vad kan man göra?
Det man själv kan göra är att respektera skyltar till grottor och undvika grottor där det finns övervintrande fladdermöss . Något bland det viktigaste är att sanera utrustning som har använts vid grottutforskning vilket medför att man får bukt med den indirekta spridningen av WNS .

### WNS i Europa
En trolig källa till sjukdomen i Nordamerika är att den blev introducerad från Europa. P. destructans har observerats hos övervintrade fladdermöss i Europa, med samma symtom, d.v.s vit nos, och genetisk analys och mikroskopiering har visat att det är samma art i Europa som i Nordamerika. 
Tecken på svamptillväxt upptäcks i slutet av övervintringen i Europa. Detta kan bero på att fladdermöss erhåller patogenen sent under dvalan eller så är de redan infekterade med svampen men att det tar tid innan P. destructans blir synlig (vita kolonier). Avsaknad synlighet av svamptillväxt återspeglar inte frånvaro av patogenen vilket försvårar upptäckten. Forskare har upptäckt att under dvalan kan fladdermöss avlägsna svamptillväxten från öron, vingar och nos när de vaknar med jämna mellanrum. Detta medför att svampen blir svårare att upptäcka dock kan sporer finnas närvarande.
Trots att fladdermöss i Europa har svampen uppvisar de sällan samma symtom som de fladdermöss i Nordamerika, och ingen massdöd har registrerats hos de infekterade fladdermössen i Europa. Forskare tror att detta är på grund av att fladdermöss i Europa är mer motståndskraftiga mot P. destructans än de i Nordamerika. Detta eftersom det är troligt att svampen har funnits där i en lång period och medfört att resistens har evolverats fram hos fladdermöss i Europa medan i Nordamerika är P. destructans en ny patogen vilket medfört att de inhemska fladdermusarterna inte har samma resistens mot svampen.